# Zeidelgericht

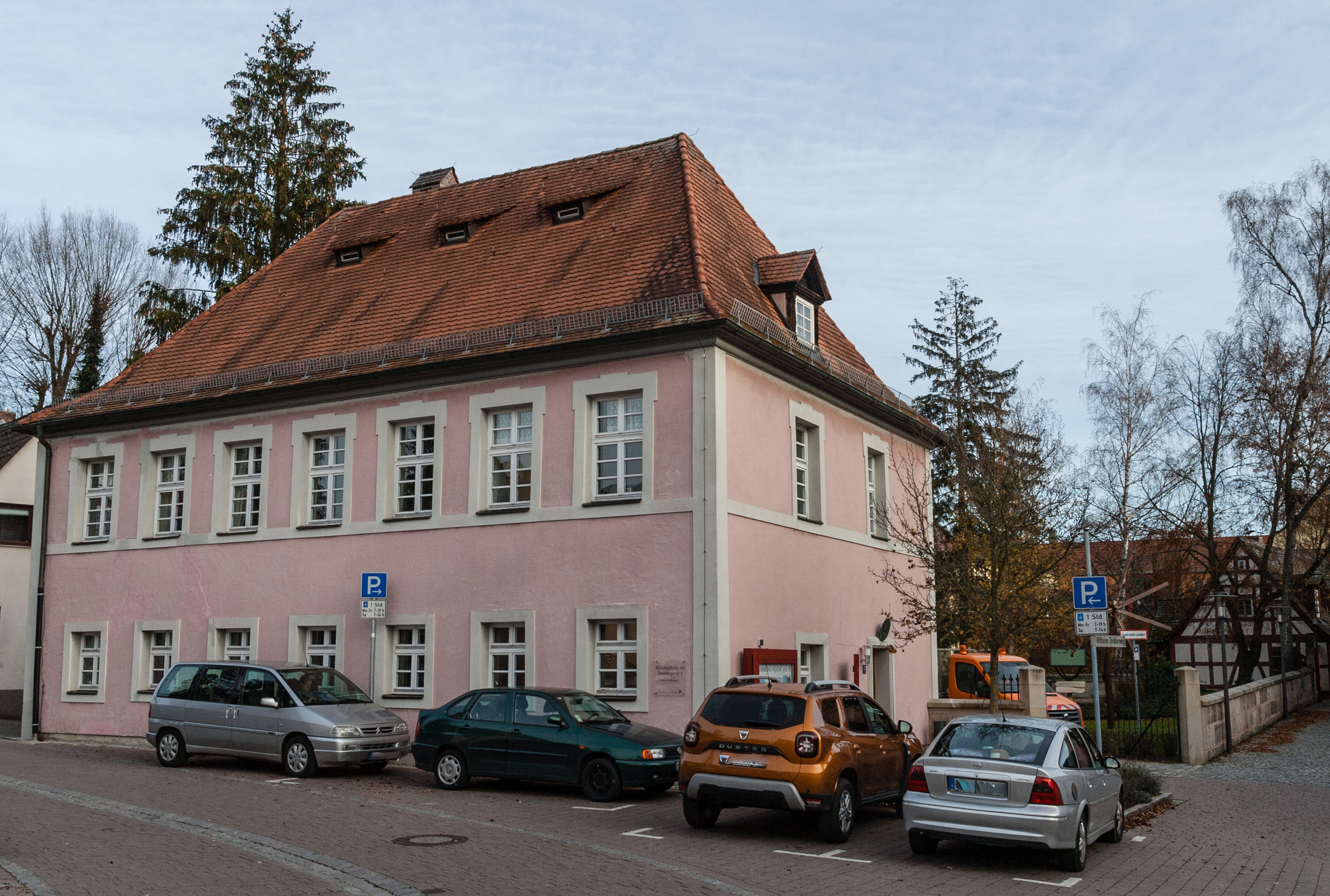
Zeidelgericht in Feucht

Das Zeidelgericht ist ein historisches Gebäude des Marktes Feucht im mittelfränkischen Landkreis Nürnberger Land in Bayern.

## Beschreibung

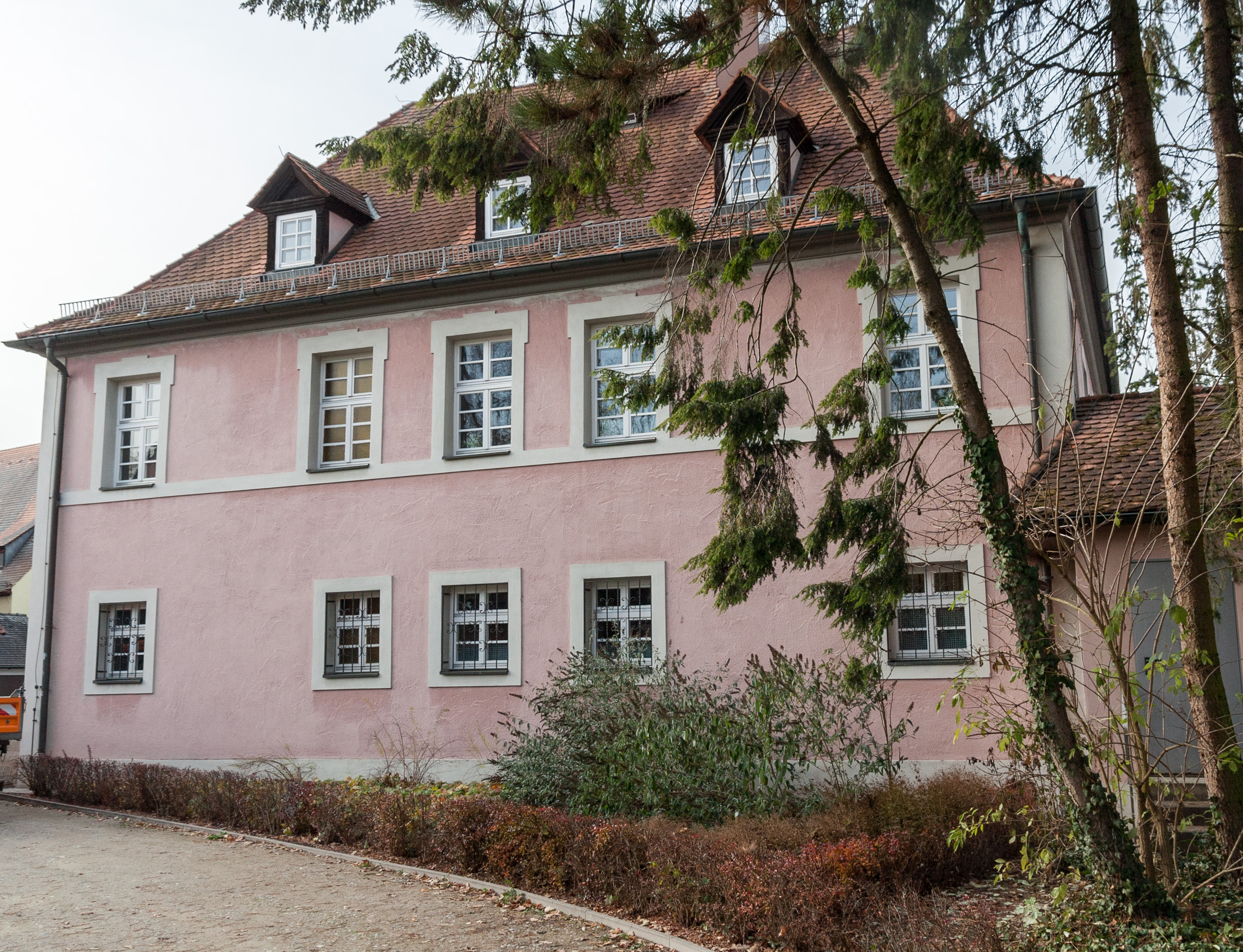
Ansicht von Osten

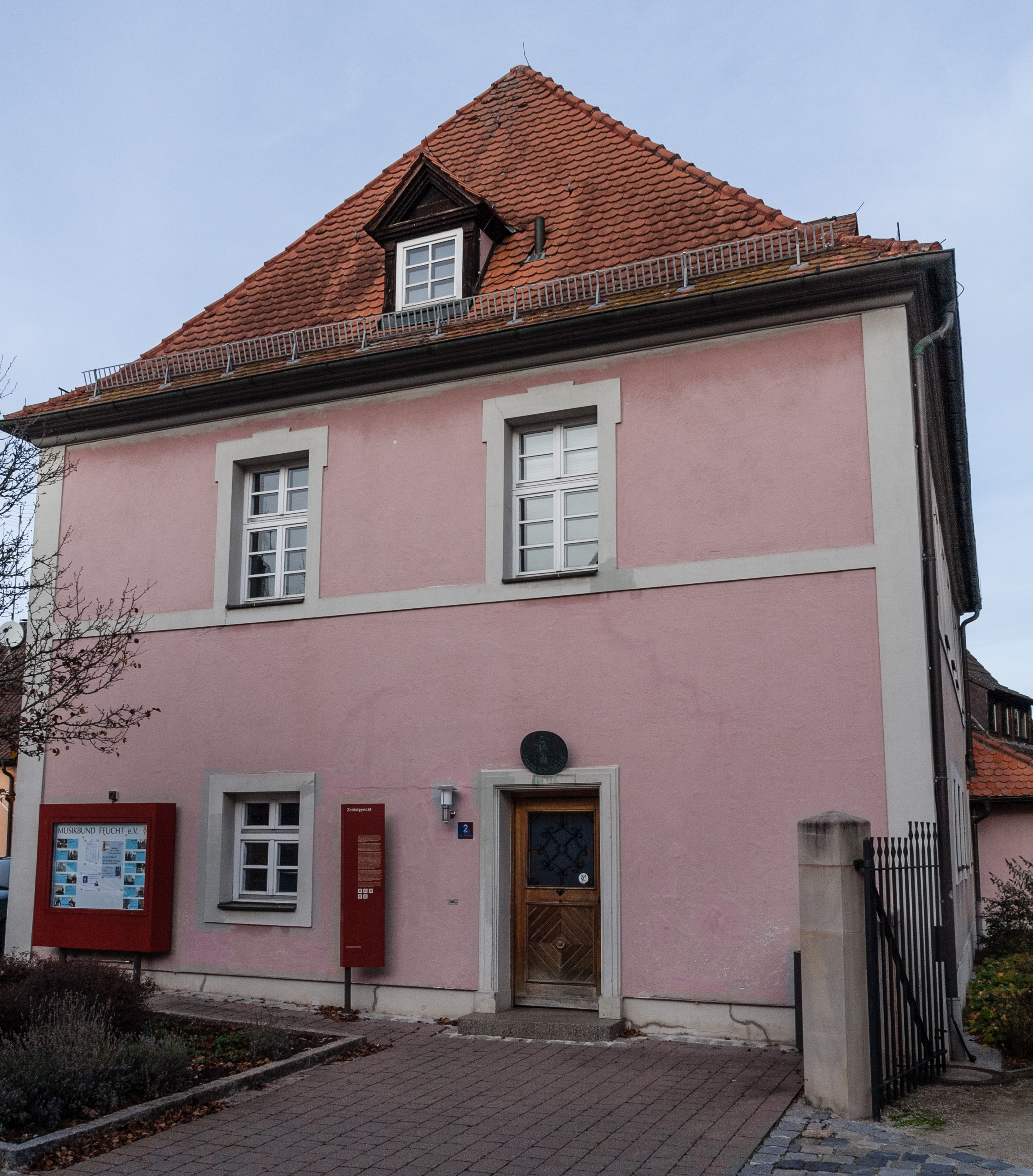
Ansicht von Süden

Das vermutlich in der ersten Hälfte des 18. Jahrhunderts errichtete, heute restaurierte Gebäude in Feucht im Oberen Zeidlerweg 2 (früher Mittlerer Zeidelweg) ist ein ehemaliges Gerichtsgebäude. Das Anwesen grenzt direkt an das Zeidlerschloss. Das sogenannte Zeidelgericht ist vom Bayerischen Landesamt für Denkmalpflege als Baudenkmal ausgewiesen.
Das Gebäude liegt am historischen Drei-Schlösser-Rundweg. Vor dem Eingang wurde eine Informationstafel aufgestellt.

## Geschichte
In der Geschichte der Marktgemeinde Feucht spielen die Zeidler eine bedeutende Rolle. Das Wort Zeidel bedeutet Honig und zeideln heißt, die Honigwaben aus dem Stock herauszuschneiden. Die Zeidler waren also Personen, die Waldbienenhaltung betrieben.
Der Sitz des Gerichts war von Beginn an in Feucht. Der Ort im Reichswald galt als Zentrum der Waldbienenzucht und der Honiggewinnung. Das Zeidelgericht war damals eine Institution der kaiserlichen Rechtspflege, deren Geschichte bis auf das Jahr 1296 zurückgeht. 1296 wurde in einer Urkunde die Ernennung des Zeidelmeisters Hildebrand durch den kaiserlichen Landrichter Rüdiger von Brant belegt. Dabei wurde auf das Zeidelgericht verwiesen, dass über die Zeidler nur das Zeidelgericht Recht zu sprechen hat. In einer anderen Urkunde aus dem Jahr 1350, dem sogenannten Zeidlerprivileg, bestätigte Kaiser Karl IV. den Zeidlern ihre Rechte und Pflichten gegenüber dem Kaiser und dem Reich.
Die von den Zeidlern bewirtschafteten Zeidelgüter waren in drei Arten aufgeteilt. Sogenannte Muttergüter, Tochtergüter und einschichtige Güter. Konnte ein Zeidelgut von einem anderen, dem Tochtergut, Abgaben verlangen, so war es ein Muttergut. Ein einschichtiges Gut war ein unabhängiges Zeidelgut. Im frühen 16. Jahrhundert gab es in den dreizehn Ortschaften des Reichswaldes 50 Zeidelgüter. Davon waren zehn Muttergüter, 22 Tochtergüter und 18 einschichtige Zeidelgüter. Durch Besitzveränderung schwankte die Anzahl jedoch in den nachfolgenden Jahren.
Im Laufe der nachfolgenden Jahrhunderte entwickelte sich das Zeidelgericht, das zunächst nur der Schlichtung von Streitigkeiten unter den Zeidlern diente, zu einem Ortsgericht für die gesamte Bevölkerung. Dem Gericht saß ursprünglich der von den Besitzern der Zeidelgüter gewählte Zeidelmeister vor. Unter dem Einfluss der Reichsstadt Nürnberg war es nachfolgend ein sogenannter Unterrichter, dem zwölf Schöffen aus dem Kreis der Zeidler zur Seite standen. Bis 1669 tagte das Zeidelgericht regelmäßig jeweils am 6. Januar, 1. Mai und 29. September eines jeden Jahres.
In der Folgezeit stand es immer stärker in Konkurrenz zum Nürnberger Bauerngericht und dem reichsstädtischen Forstgericht Lorenzi. Die Bedeutung des Zeidelgerichts schwand zunehmend. Der Bezug zum ursprünglichen Zeidelwesen war durch den Niedergang der Waldbienenhaltung in der Mitte des 16. Jahrhunderts bereits verloren gegangen. Durch die Entdeckung Amerikas und den Zuckerrohrimport sowie den Zuckerrübenanbau wurde der Honig als Süßungsmittel langsam bedeutungslos. Das Zeidelgericht wurde schließlich im Jahre 1796 endgültig aufgelöst. Der letzte Markgraf von Ansbach-Bayreuth hatte sein Land 1792 an das Königreich Preußen abgetreten. Der alte Streit zwischen der Freien Reichsstadt Nürnberg und dem Markgrafen über dessen Rechte am Nürnberger Land durch Annexion war entschieden worden. 1806 wurde die Provinz Ansbach bayerisch und das Zeidlerschloss wurde der neue Sitz des königlich bayerischen Justizamtes Burgthann. Die Geschichte Feuchts als Gerichtssitz endete 1808 mit der Errichtung des königlichen Landgerichts in Altdorf.

## Heutige Nutzung

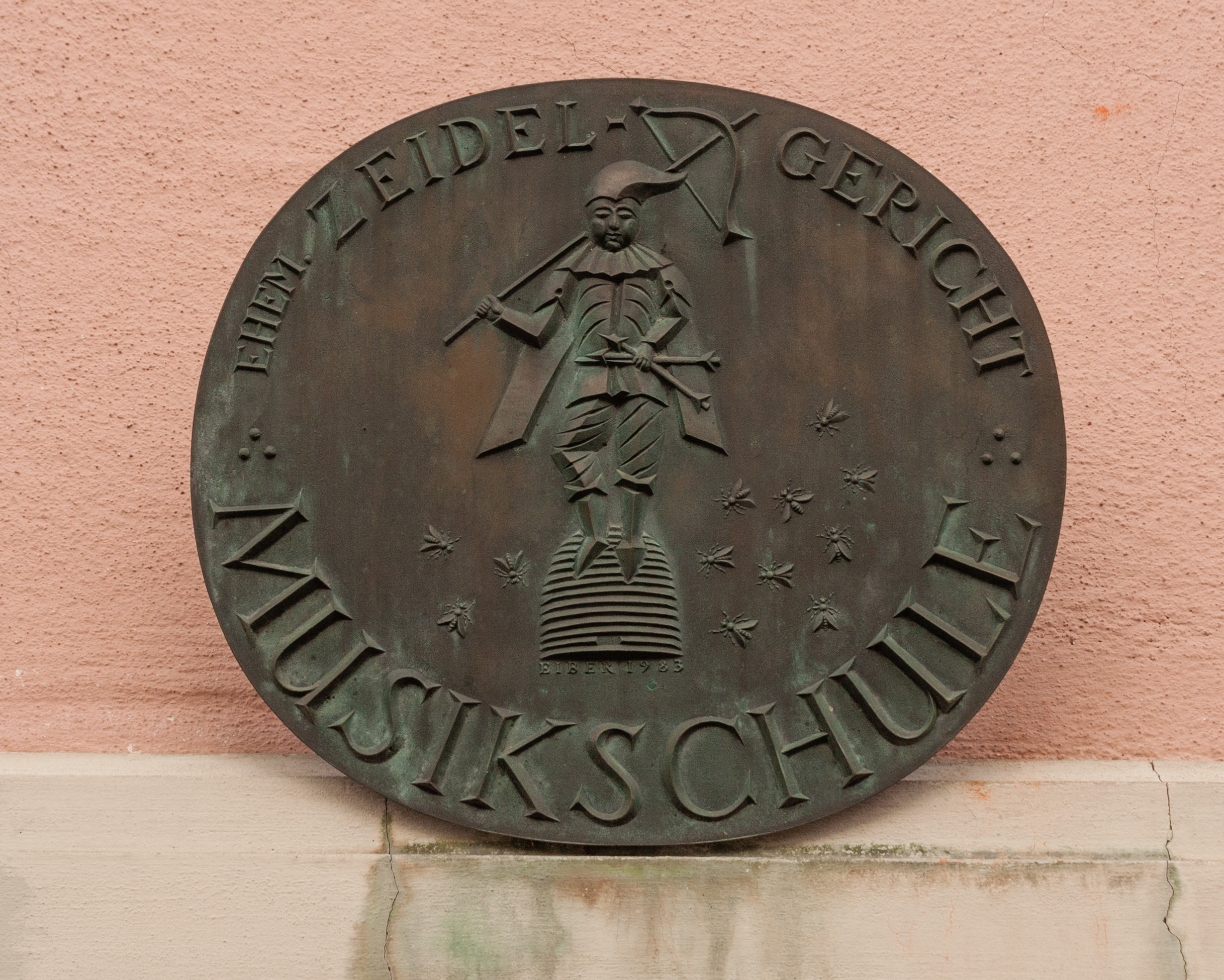
Tafel über dem Eingang

Das ehemalige Zeidelgericht gehört nach einer langen Nutzung als Wohngebäude seit 1980 dem Markt Feucht. Nach der Renovierung des Gebäudes mit der ursprünglichen Sandsteinfassade stellt die Gemeinde die Räume dem Musikbund Feucht und einer lokalen Musikschule zur Verfügung.